# Michael Shaara
Michael Shaara (Jersey City, 23 de junho de 1928 – Tallahassee, 5 de maio de 1988) foi um escritor norte-americano de ficção científica, ficção desportiva e ficção histórica. 

## Biografia
Shaara nasceu em 1928, em Jersey City. Era filho de pais imigrantes italianos (o nome de família foi originalmente escrito como Sciarra, que em italiano é pronunciado de forma semelhante). Formou-se em 1951 pela Universidade Rutgers, onde se juntou à Theta Chi e serviu como sargento na 82ª Divisão Aerotransportada antes da Guerra da Coréia.
Antes de Shaara começar a vender histórias de ficção científica para revistas de ficção na década de 1950, ele foi um lutador de boxe amador e policial. Mais tarde, ele ensinou literatura na Universidade do Estado da Flórida enquanto continuava a escrever histórias de ficção. O Stress e o vício do tabaco levaram , aos 36 anos, a um ataque cardíaco do qual se recuperou completamente. O seu romance sobre a Batalha de Gettysburg, The Killer Angels, ganhou o Prémio Pulitzer de Ficção em 1975. Shaara morreu de um ataque cardíaco em 1988, com cinquenta e nove anos de idade.
O filho de Shaara, Jeffrey Shaara, também é um escritor popular de ficção histórica, mais notavelmente pelas sequências do romance mais conhecido de seu pai. O seu mais famoso é a prequela de The Killer Angels, Gods and Generals. Jeffrey recebeu o último livro de Michael, For Love of the Game, publicado três anos depois da sua morte. O Prémio Michael Shaara de Excelência em Guerra Civil, foi criado por Jeffrey Shaara em 1997, sendo atribuído anualmente no Gettysburg College. Sua filha, Lila Shaara, também é escritora.

## Morte
Shaara morreu em 5 de maio de 1988, aos 59 anos, em Tallahassee, devido a um infarto.

## Adaptações Cinematográficas
- Killer Angels - 1993, usado como base para o filme Gettysburg (1993)[3]
- For Love of the Game - adaptado paro o cinema em 1999 com o título Por amor[4]

## Obras

### Romances
- The Broken Place - 1968
- The Killer Angels - 1974
- The Noah Conspiracy - 1981, Também conhecido como The Herald
- For Love of the Game - 1991

### Coletâneas
- Soldier Boy (1982)

### Contos
- "Orphans of the Void" (1952)
- "All the Way Back" (1952)
- "Grenville's Planet" (1952)
- "Be Fruitful and Multiply" (1952)
- "Soldier Boy" (1953)
- "The Book" (1953)
- "The Sling and the Stone" (1954)
- "Wainer" (1954)
- "The Holes" (1954)
- "Time Payment" (1954)
- "Beast in the House" (1954)
- "The Vanisher" (1954)
- "Come to My Party" (1956)
- "Man of Distinction" (1956)
- "Conquest Over Time" (1956)
- "2066: Election Day" (1956)
- "Four-Billion Dollar Door" (1956)
- "Death of a Hunter" (1957)
- "The Peeping Tom Patrol" (1958)
- "The Lovely House" (1958)
- "Citizen Jell" (1959)
- "Opening Up Slowly" (1973)
- "Border Incident" (1976)
- "Starface" (1982)
- "The Dark Angel" (1982)